# NGC 5316
NGC 5316 ist die Bezeichnung für einen offenen Sternhaufen im Sternbild Zentaur. NGC 5316 hat einen Durchmesser von 15 Bogenminuten und eine Helligkeit von 6,0 mag. Das Objekt wurde am 25. Mai 1826 von James Dunlop entdeckt.